# Valdemadera
Valdemadera és un municipi de la Rioja, a la regió de la Rioja Baixa.

## Demografia
Amb tan sols 10 habitants censats en el 2008, Valdemadera és una de les sis localitats amb menys habitants d'Espanya i la més deshabitada de la Rioja, empatada amb Villarroya.